# Janusz Rybczyński
Janusz Rybczyński (ur. 7 września 1956, zm. 14 stycznia 2025) – polski lekkoatleta, skoczek wzwyż, medalista mistrzostw Polski, reprezentant Polski.

## Kariera sportowa
Był zawodnikiem Wisły Kraków i Gwardii Warszawa.
Na mistrzostwach Polski seniorów na otwartym stadionie zdobył dwa brązowe medale w skoku wzwyż: w 1977 i 1979. Podczas halowych mistrzostwach Polski seniorów wywalczył także dwa medale: srebrny w 1977 i brązowy w 1977.
W latach 1976–1978 wystąpił w 5 meczach międzypaństwowych (jedno zwycięstwo indywidualne).
Rekord życiowy w skoku wzwyż: 2,20 (28.05.1977).
Występował także jako aktor w serialach.